# Stefan Machlup
Stefan Machlup (* 1. Juli 1927 in Wien; † 16. August 2008 in Cleveland, Ohio) war ein österreichisch-amerikanischer Physiker. Er war Sohn des Nationalökonomen Fritz Machlup.

## Leben
Stefan Machlup wurde in Wien geboren und emigrierte mit seinen Eltern in den 1930er Jahren in die USA. Er erwarb einen Bachelor of Science am Swarthmore College in Pennsylvania und wurde mit der Dissertation Fluctuations and Irreversible Behavior in Thermodynamic Systems an der Yale University promoviert. Anschließend war er als Postdoc in Cambridge, an den Bell Labs, an der University of Illinois at Urbana-Champaign und in Amsterdam tätig. Von 1956 bis zum Eintritt in den Ruhestand im Jahr 2000 war er im Fachbereich Physik der Case Western Reserve University beschäftigt.

## Leistungen
Machlups Hauptinteresse galt dem thermodynamischen Verhalten von Systemen mit vielen Teilchen. Zusammen mit seinem Doktorvater Lars Onsager an der Yale University begründete er mit der Onsager-Machlup-Laplace-Approximation eine Methode zur näherungsweisen Lösung von stochastischen Differentialgleichungen für kontinuierliche stochastische Prozesse, welche für physikalische Phänomene im Nichtgleichgewicht relevant sind. Dieser Ansatz ist vergleichbar mit dem Pfadintegral.

## Veröffentlichungen (Auswahl)
- L. Onsager, S. Machlup: Fluctuations and Irreversible Processes. In: Physical Review. Band 91, Nr. 6, 15. September 1953, S. 1505–1512, doi:10.1103/PhysRev.91.1505.
- S. Machlup, L. Onsager: Fluctuations and Irreversible Process. II. Systems with Kinetic Energy. In: Physical Review. Band 91, Nr. 6, 1953, S. 1512–1515, doi:10.1103/PhysRev.91.1512.
- Stefan Machlup: Noise in Semiconductors: Spectrum of a Two‐Parameter Random Signal. In: Journal of Applied Physics. Band 25, 1954, S. 341, doi:10.1063/1.1721637.